# Sigfrid Edström
Johannes Sigfrid Edström (Morlanda, 21 november 1870 – Stockholm, 18 maart 1964) was een Zweedse industrieel en sportofficial.
Edström werd geboren in het dorpje Morlanda, op het eiland Orust, Bohuslän. Hij studeerde aan de Technische Universiteit Chalmers in Göteborg en later in Zwitserland en de Verenigde Staten. In zijn jeugd was Edström een topsprinter, die in staat was de 100 m in 11 seconden te lopen. Hij was directeur van het elektrotechnische bedrijf ASEA van 1903 tot 1933, en voorzitter van de directie van 1934 tot 1939.
In de tussentijd raakte Edström betrokken bij de Zweedse sportadministratie, en hij hielp met het organiseren van de Olympische Zomerspelen 1912 in Stockholm. Tijdens deze Spelen werd de International Association of Athletics Federations (IAAF) opgericht en Edström werd gekozen als eerste voorzitter. Hij bleef voorzitter tot 1946.
Hij werd lid van het Internationaal Olympisch Comité (IOC) in 1920 en na een positie in het uitvoerend Comité, werd hij vicevoorzitter in 1931. Toen IOC-voorzitter Henri de Baillet-Latour overleed in 1942, werd Edström de waarnemend voorzitter tot het eind van de Tweede Wereldoorlog, toen werd hij formeel gekozen tot voorzitter. Hij speelde een belangrijke rol in het reanimeren van de Olympische Beweging na de oorlog. In 1952 trok hij zich terug van zijn positie en hij werd opgevolgd door Avery Brundage.
Demetrius Vikelas (Griekenland, 1894-1896) · Pierre de Coubertin (Frankrijk, 1896-1925) · Godefroy de Blonay (Zwitserland, 1916-1919) · Henri de Baillet Latour (België, 1925-1942) · Sigfrid Edström (Zweden, 1942-1952) · Avery Brundage (Verenigde Staten, 1952-1972) · Lord Killanin (Ierland, 1972-1980) · Juan Antonio Samaranch (Spanje, 1980-2001) · Jacques Rogge (België, 2001-2013) · Thomas Bach (Duitsland, 2013-heden)
- Bibsys: 5074796
- Gemeinsame Normdatei: 13164730X
- International Standard Name Identifier: 0000 0001 1874 9376
- KulturNav: c2c57ff2-8dbb-4f07-8339-962bb416d4f9
- Library of Congress Control Number: no2008151482
- Réseau des bibliothèques de Suisse occidentale: 02-A000056360
- LIBRIS: 184525
- SNAC: w62v36pn
- Système universitaire de documentation: 169087808
- Virtual International Authority File: 36742978
- WorldCat: E39PBJvtchrJG63HFWcqhWRHYP